# Boulaye Dia
Boulaye Dia, född 16 november 1996, är en senegalesisk fotbollsspelare som spelar för Salernitana.

## Klubbkarriär
Dia spelade som ung för PVFC Oyonnax och Jura Sud. Han började sin seniorkarriär i Jura Sud 2017 och gjorde 15 mål på 21 matcher för klubben i National 2 under säsongen 2017/2018.
I juni 2018 värvades Dia av Reims. Dia gjorde sin Ligue 1-debut den 20 oktober 2018 i en 1–1-match mot Angers, där han blev inbytt i den 83:e minuten mot Rémi Oudin. Dia gjorde sitt första mål den 24 november 2018 i en 2–1-seger över Guingamp. I april 2019 förlängde han sitt kontrakt i Reims fram till juni 2022. Den 25 oktober 2020 gjorde Dia ett hattrick i en 4–0-vinst över Montpellier och blev den första Reims-spelaren att göra ett hattrick i högsta divisionen sedan Santiago Santamaría 1978.
Den 13 juli 2021 värvades Dia av spanska Villarreal, där han skrev på ett femårskontrakt. Dia debuterade den 11 augusti 2021 i en match mot Chelsea i Uefa Super Cup. Den 18 augusti 2022 lånades Dia ut till Serie A-klubben Salernitana på ett säsongslån. Det fanns en köpoption i låneavtalet och sommaren 2023 skrev han på ett treårskontrakt med Salernitana.

## Landslagskarriär
Dia är född i Frankrike med senegalesiskt ursprung. I oktober 2020 blev han för första gången uttagen i Senegals landslag till två vänskapsmatcher mot Marocko och Mauretanien. Dia debuterade den 9 oktober 2020 i en 3–1-förlust mot Marocko, där han blev inbytt i den 55:e minuten mot Famara Diedhiou.